# 히노니시 스케코
히노니시 스케코(일본어: 日野西 資子 ひのにし すけこ[*], 겐추 원년 (1384년) - 에이쿄 12년 9월 8일 (1440년 10월 3일))는 무로마치 시대의 귀족이다. 고코마츠 천황의 후궁이자 여원이다. 쇼코 천황의 어머니이다. 고하나조노 천황의 준모이다. 히노니시 스케쿠니의 딸로, 곤다이나곤 히노 스케노리의 양녀이다. 원호는 코혼몬인 (光範門院)이다.

## 생애
오에이 7년 (1400년), 백부 곤다이나곤 히노 스케노리의 양녀로서 고코마츠 천황의 후궁에 들어가, 오에이 8년 (1401년) 3월 29일에 미히토 친왕 (훗날의 쇼코 천황), 오에이 11년 (1404년) 황자 (오가와노미야), 오에이 15년 (1408년) 리에 여왕을 낳았다. 오에이 19년 (1412년), 미히토 친왕이 즉위하였다. 오에이 24년 (1417년) 1월에 종2위에 올랐고, 이듬해인 25년 (1418년), 고쇼 여관 신나이시의 회임 소동 속에서 스케코가 일찍이 마츠노키 무네노부와 관계된 사실이 발각되어 무네노부는 처벌되었다고 한다. 오에이 32년 (1425년) 7월 29일에 준삼궁, 여원이 되어 코혼몬인이라 칭하게 되었다. 쇼초 원년 (1428년), 쇼코 천황이 후사 없이 붕어하였고, 고하나조노 천황의 즉위로 황통은 후시미노미야 계통으로 옮겨갔다. 에이쿄 5년 (1433년), 고코마츠 천황이 붕어하여 출가하였고, 에이쿄 12년 (1440년) 9월 8일에 57세의 나이로 사망했다.